# 小行星13223
小行星13223（13223 Cenaceneri）是一颗绕太阳运转的小行星，为主小行星带小行星。该小行星于1997年8月13日发现。

## 轨道参数
小行星13223的轨道半长轴为2.2715407 UA，离心率为0.186。